# Heinrich Haiger
Heinrich Haiger (* 25. Mai 1877 in Kammerstein; † 8. August 1953 ebenda) war ein deutscher Politiker, der zuletzt der CSU angehörte.

## Leben und Politik
Haiger war als Landwirt tätig und führte von 1907 bis 1937 und wieder ab 1942 den Familienhof. Er war zweiter Vorstand des landwirtschaftlichen Bezirksvereins Schwabach, außerdem gehörte er dem landwirtschaftlichen Kreisausschuss und der Bezirksbauernkammer an, ferner amtierte er als erster Vorsitzender des Pferdezuchtverbandes für das Warmblut in Mittelfranken. Ab 1921 war er Ökonomierat, ab 1928 Landesökonomierat.
Von 1908 bis 1932 war Haiger Bürgermeister der Gemeinde Kammerstein. In dieser Zeit war er auch Disriktsrat und gehörte dem Bezirksausschuss an. Von 1919 bis 1932 gehörte er dem Bayerischen Landtag an, zunächst für die Bayerische Mittelpartei, später für die Deutschnationale Volkspartei. Als Vertreter des Landtags gehörte er auch dem Ernährungsbeirat an.
Im Mai 1945 wurde Haiger von den US-Besatzungsmächten erneut zum Bürgermeister der Gemeinde Kammerstein ernannt, in diesem Amt blieb er bis 1952. 1946 gehörte er der Verfassunggebenden Landesversammlung an. Er war Gründungsmitglied der CSU.

## Familie
Haiger war Vater von fünf Töchtern. Einer seiner Urenkel ist der Landtagsabgeordnete Volker Bauer. Auch der ehemalige Kammersteiner Bürgermeister Walter Schnell zählt zu seinen Nachfahren. 2019 lud Volker Bauer alle noch lebenden Nachfahren Heinrich Haigers in den Landtag ein.